# Guillem del Rey
Guillem del Rey fue un arquitecto que trabajó en Valencia, España durante la segunda mitad del siglo XVI. Sus obras se caracterizan por tener influencias de renacimiento italiano. 
Entre sus obras cabe destacar el Colegio del Patriarca o seminario del Corpus Christi, construido entre los años 1586 y 1601, cuyo conjunto está formado por dos núcleos unidos por la Capilla, cuya cúpula sobre crucero influye notablemente en la arquitectura de la época.
También destaca el palacio municipal Ca la Vila de Llíria, construido durante 1596 y 1602.